# ضیا عزیزوف
ضیا عزیزوف (ترکی آذربایجانی: Ziya Qalib oğlu Əzizov؛ زادهٔ ۴ اکتبر ۱۹۹۸) بازیکن فوتبال اهل پادشاهی هلند است.
از باشگاه‌هایی که در آن بازی کرده‌است می‌توان به باشگاه فوتبال ان‌ئی‌سی نایمخن اشاره کرد.
وی همچنین در تیم‌های ملی فوتبال زیر ۱۷ سال هلند، زیر ۱۹ سال جمهوری آذربایجان، زیر ۲۰ سال جمهوری آذربایجان، و زیر ۲۱ سال جمهوری آذربایجان بازی کرده‌است.